# 登呂遺跡
登呂遺跡（とろいせき）は、静岡県静岡市駿河区登呂五丁目にある水田遺構を伴う弥生時代の集落遺跡・低湿地遺跡。国の特別史跡に指定されている。弥生時代後期にあたる1世紀ごろの集落と推定されている。「登呂」はこの地域の小字である（1973年、住居表示実施により町名にも採用）。

## 概要

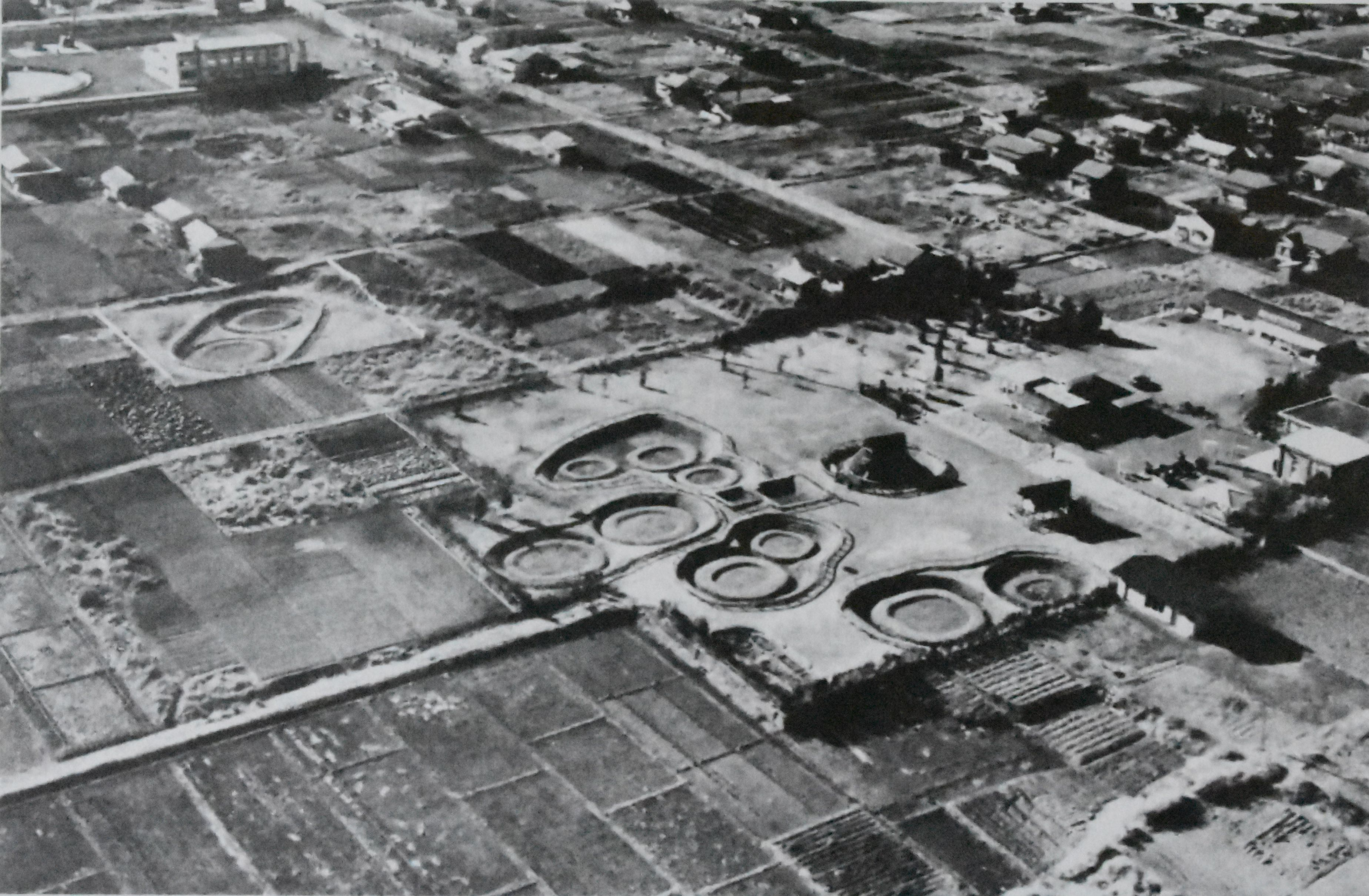
発掘調査時の空撮

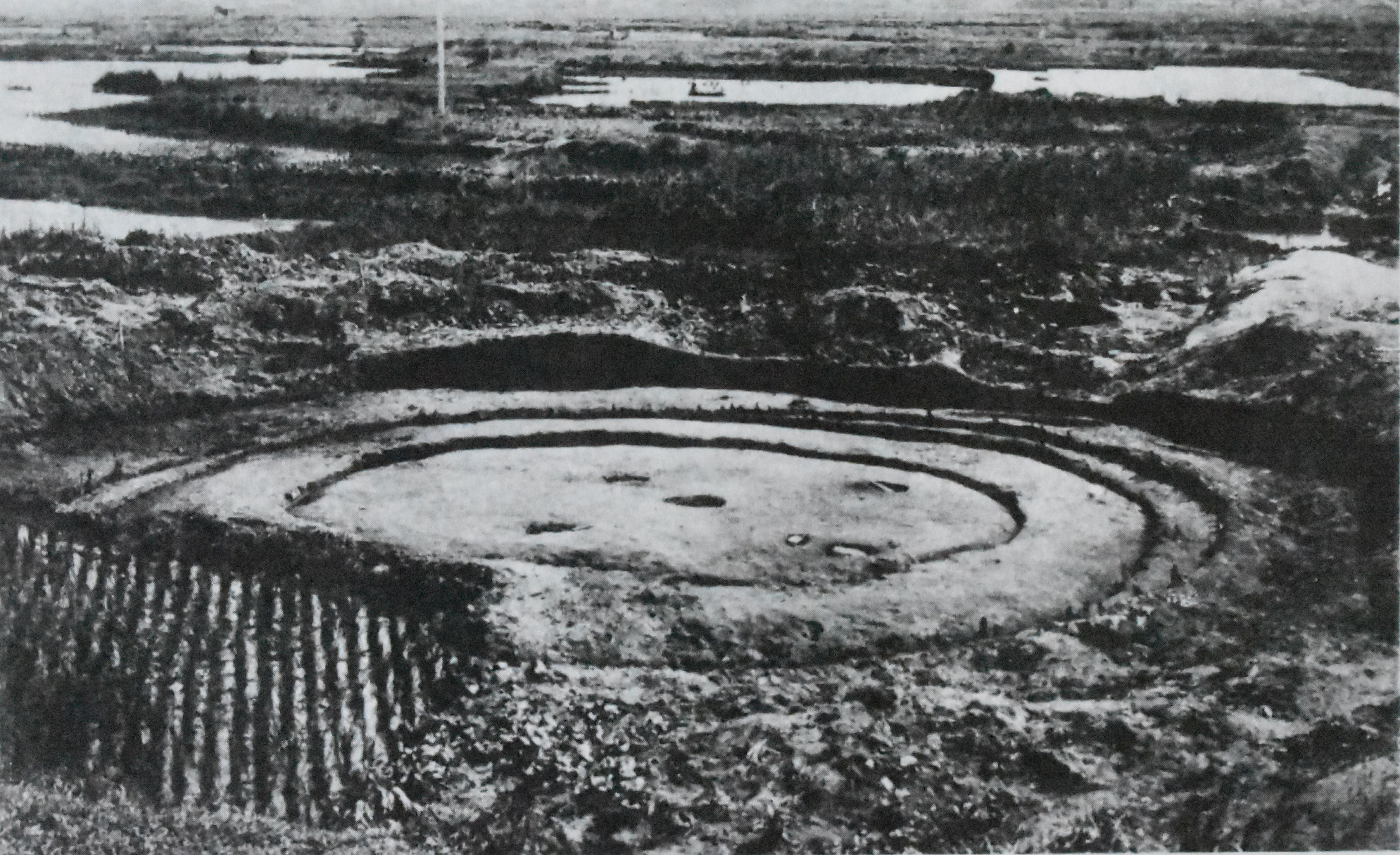
竪穴状平地建物の検出状況

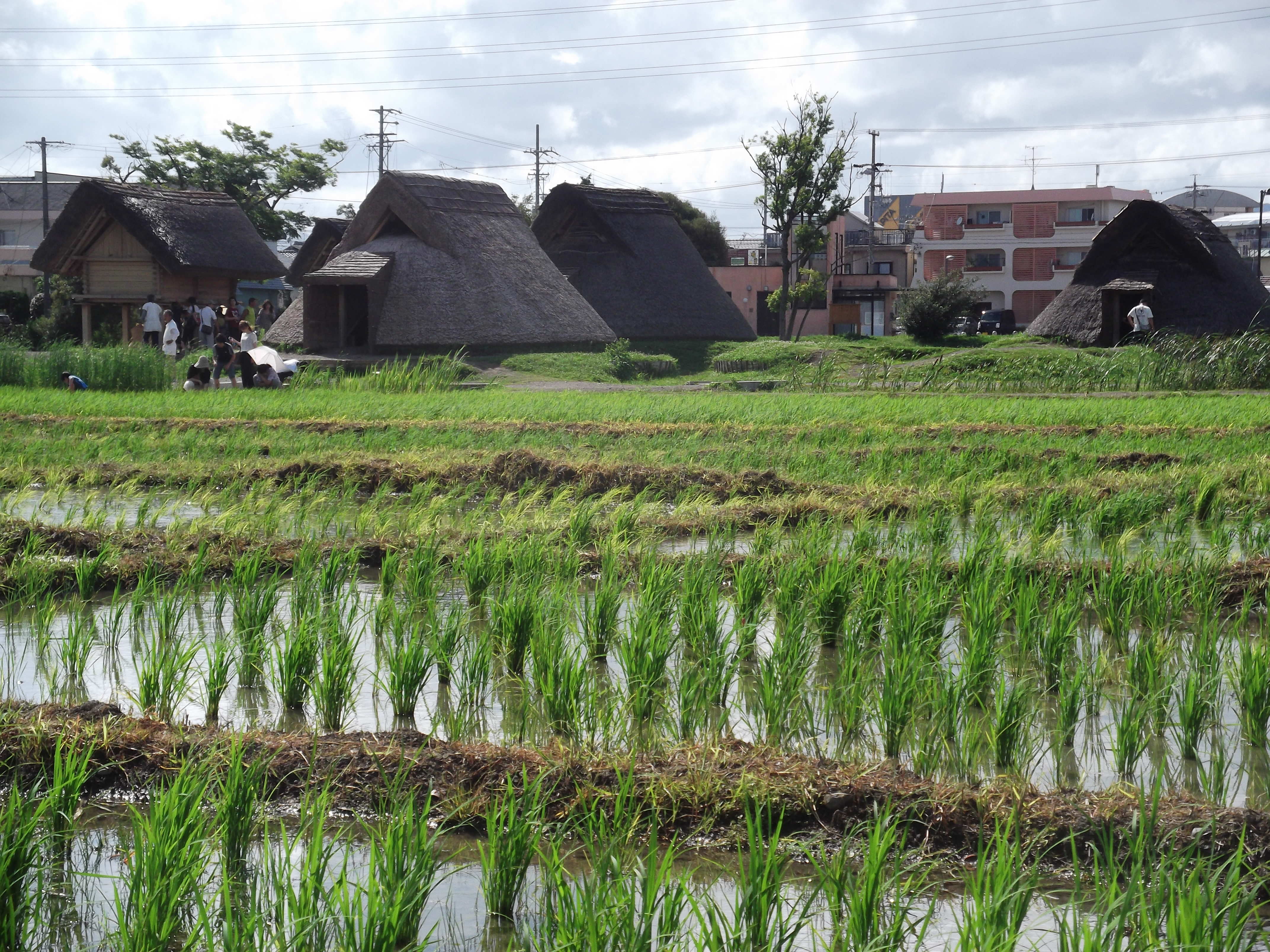
現在の復元水田・復元建物群

登呂の弥生集落は、安倍川の洪水により押し流された土砂が堆積して形成された自然堤防上に造られている。集落には、北東から南西の方向に広がる微高地を利用して竪穴状平地建物12棟、高床倉庫2棟が建っており、水田はその南につくられている。弥生時代の水田を研究する際の基準とされている。
戦時中の1943年（昭和18年）7月10日、軍事工場建設の際発見された。戦後間もない1947年（昭和22年）には考古学・人類学・地質学など各分野の学者が加わった日本で初めての総合的な発掘調査が行われ、8万平方メートルを超える水田跡や井戸の跡、竪穴状平地建物・高床倉庫の遺構が検出された。この他にも、農耕や狩猟、漁労のための木製道具や火起こしの道具、占いに用いた卜骨などが出土した。
登呂遺跡の弥生集落において、住居などの建物に竪穴建物ではなく竪穴状平地建物が採用されたのは、当該遺跡が低湿地遺跡においても特に地下水位が高く、地面を掘ると水が湧き出す土地であり、竪穴建物として建築するには不向きだったためと考えられている。
1999年（平成11年）から5カ年計画で再発掘調査が行われ、新たに銅釧や漆が塗られた槽づくりの琴が出土し、祭殿と見られる大型の掘立柱建物跡などが検出されている。またそれまで大型の畦畔による大区画水田と思われていた水田跡の中に、前調査時に認識されていなかった小畦畔があることが確認され、小区画水田であることが判ってきた。
現在、遺跡は「登呂公園」として整備され、各種建物などが復元されているほか、遺跡についての資料がある静岡市立登呂博物館が隣接して建てられている。
博物館は、施設建て替えのため2007年（平成19年）6月をもって一時閉館し、現行の施設は2010年（平成22年）10月3日に開館した。常設展示室の観覧料は、大人300円、大学生・高校生200円。中学生以下50円。

## 文化財

### 重要文化財（国指定）
- 静岡県登呂遺跡出土品（考古資料） - 内訳は次の通り。静岡市立登呂博物館保管。2016年（平成28年）8月17日指定[12]。
  - 1943年（昭和18年）-1965年（昭和40年）出土品
    - 土器・土製品 54点
    - 木器・木製品 321点
    - 石器・石製品 74点
    - 金属製品 16点
    - ガラス小玉 5点
    - 骨角製品 6点
    - 織物・編物残欠 6点
    - 樹皮製品 7点
    - （附指定）土器片 126点

  - 1999年（平成11年）-2003年（平成15年）出土品
    - 土器・土製品 12点
    - 木器・木製品 77点
    - 石器・石製品 64点
    - 銅環 5点
    - ガラス小玉 1点
    - 灼骨残欠 1点

### 国の特別史跡
- 登呂遺跡 - 1952年（昭和27年）3月29日に国の史跡に指定、同年11月22日に国の特別史跡に指定、1978年（昭和53年）12月21日に史跡範囲の追加指定[13]。

### 静岡県指定文化財
- 有形文化財（考古資料）
  - 登呂遺跡出土遺物 附 調査関連資料 696点 - 2004年（平成16年）2月27日指定[14]。

## ギャラリー

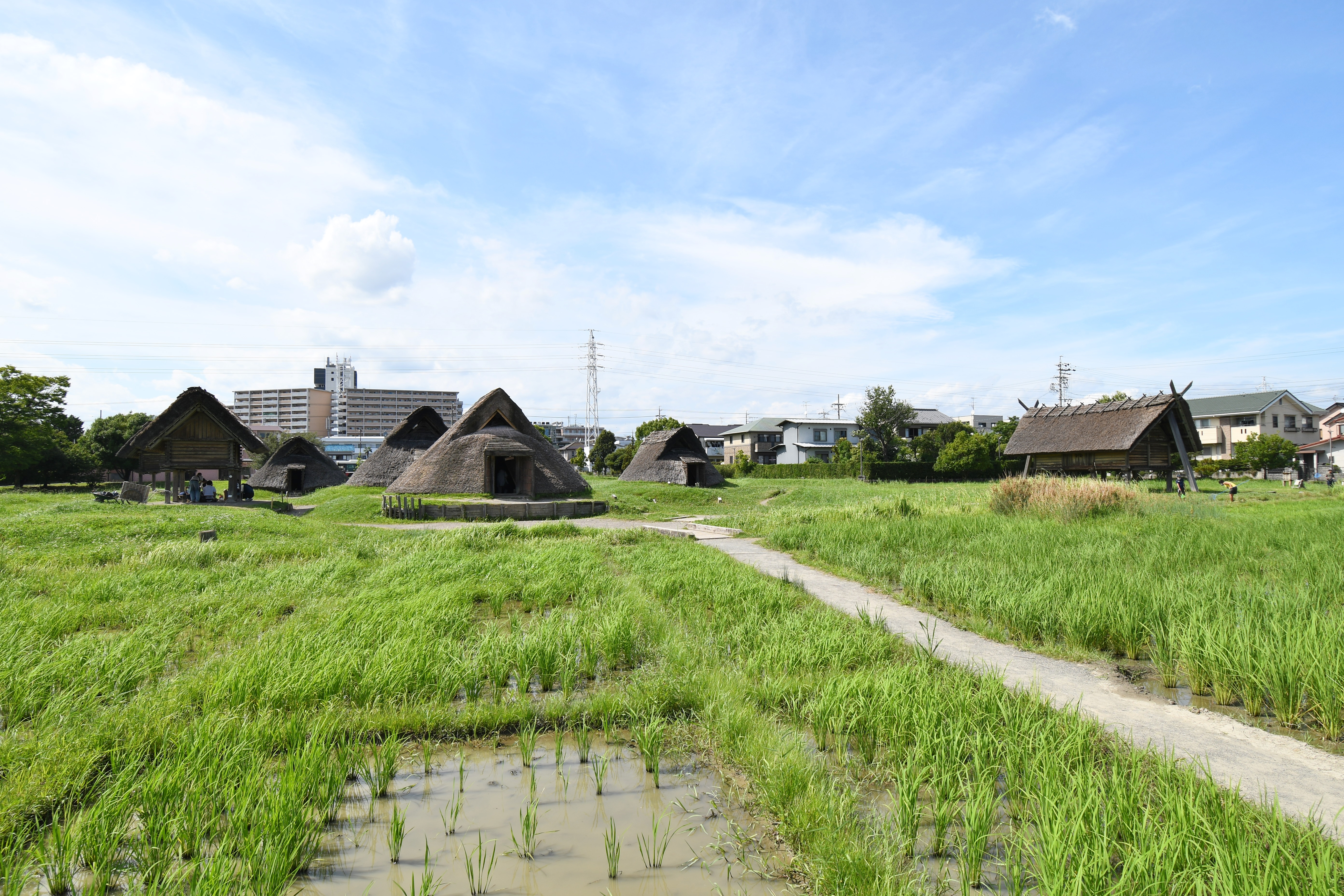
建物群
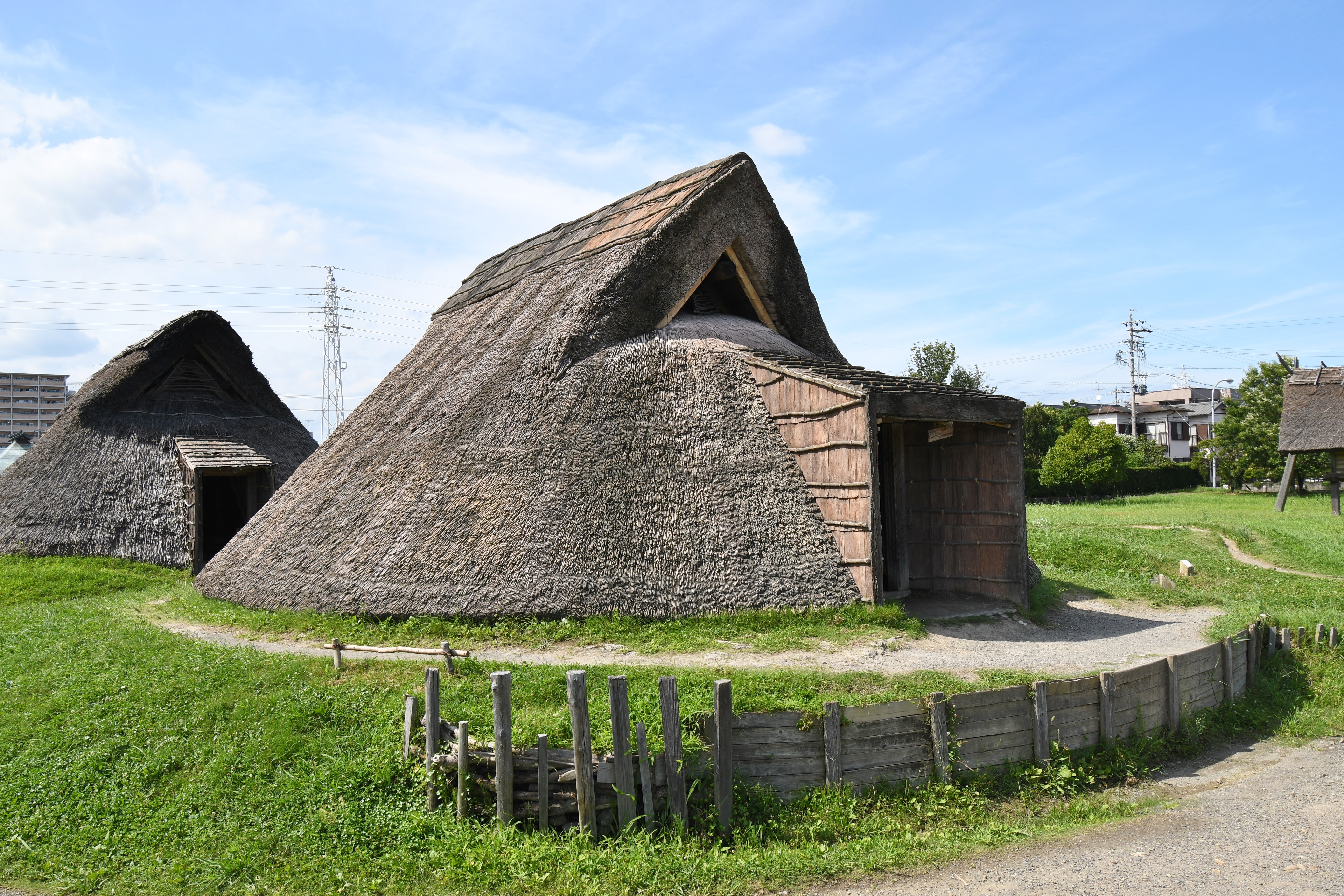
復元竪穴状平地建物
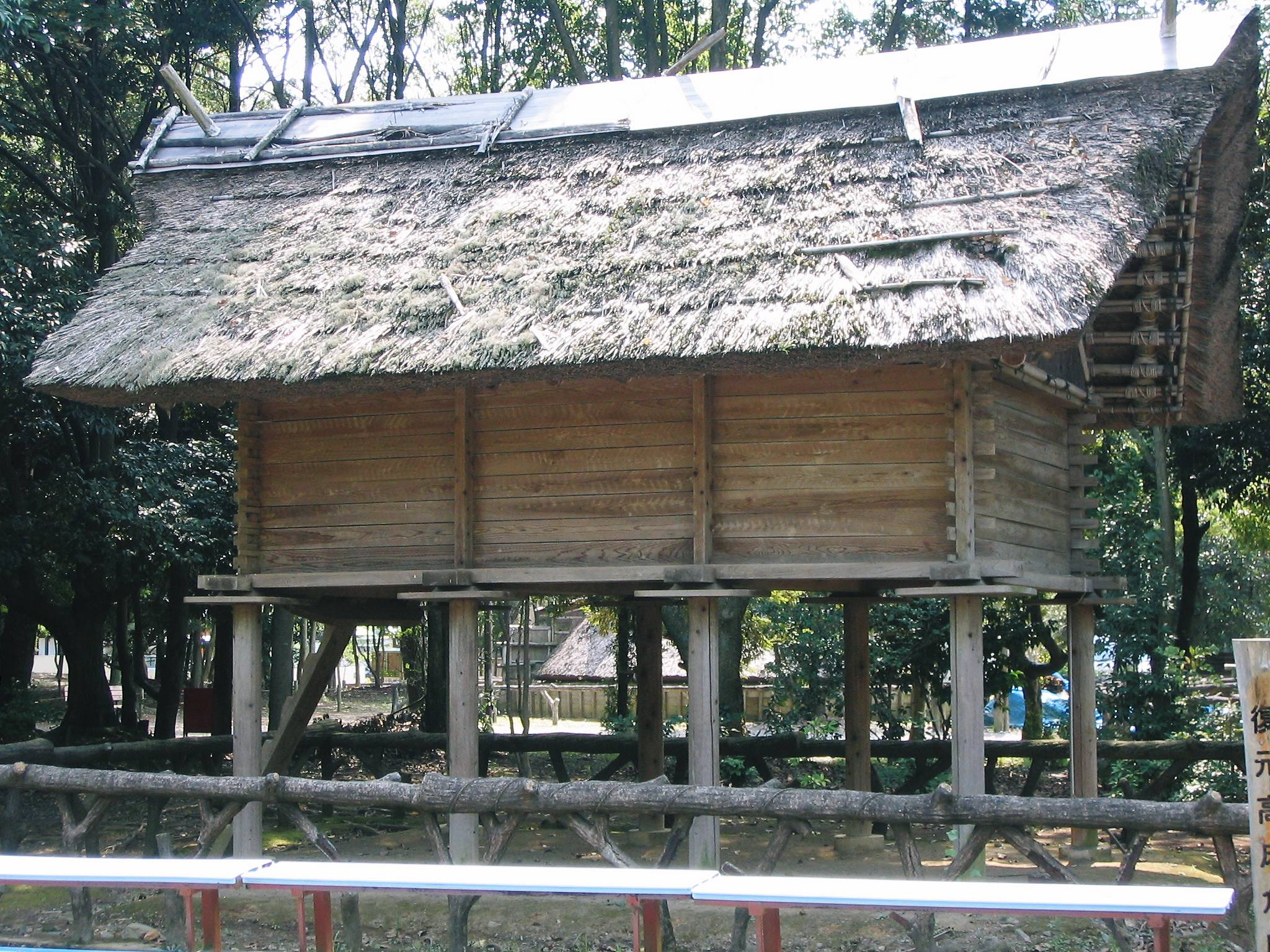
復元高床倉庫
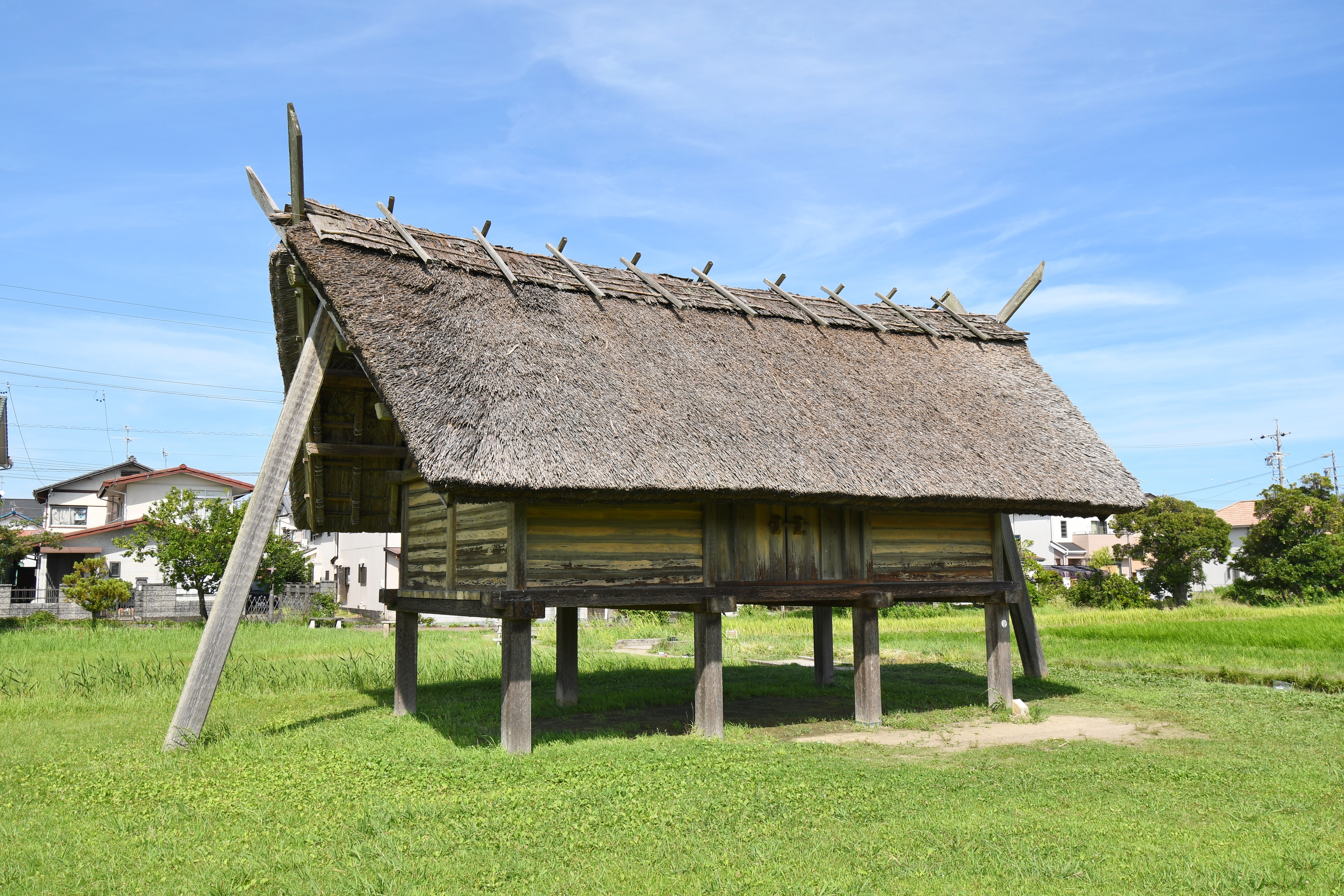
復元祭殿
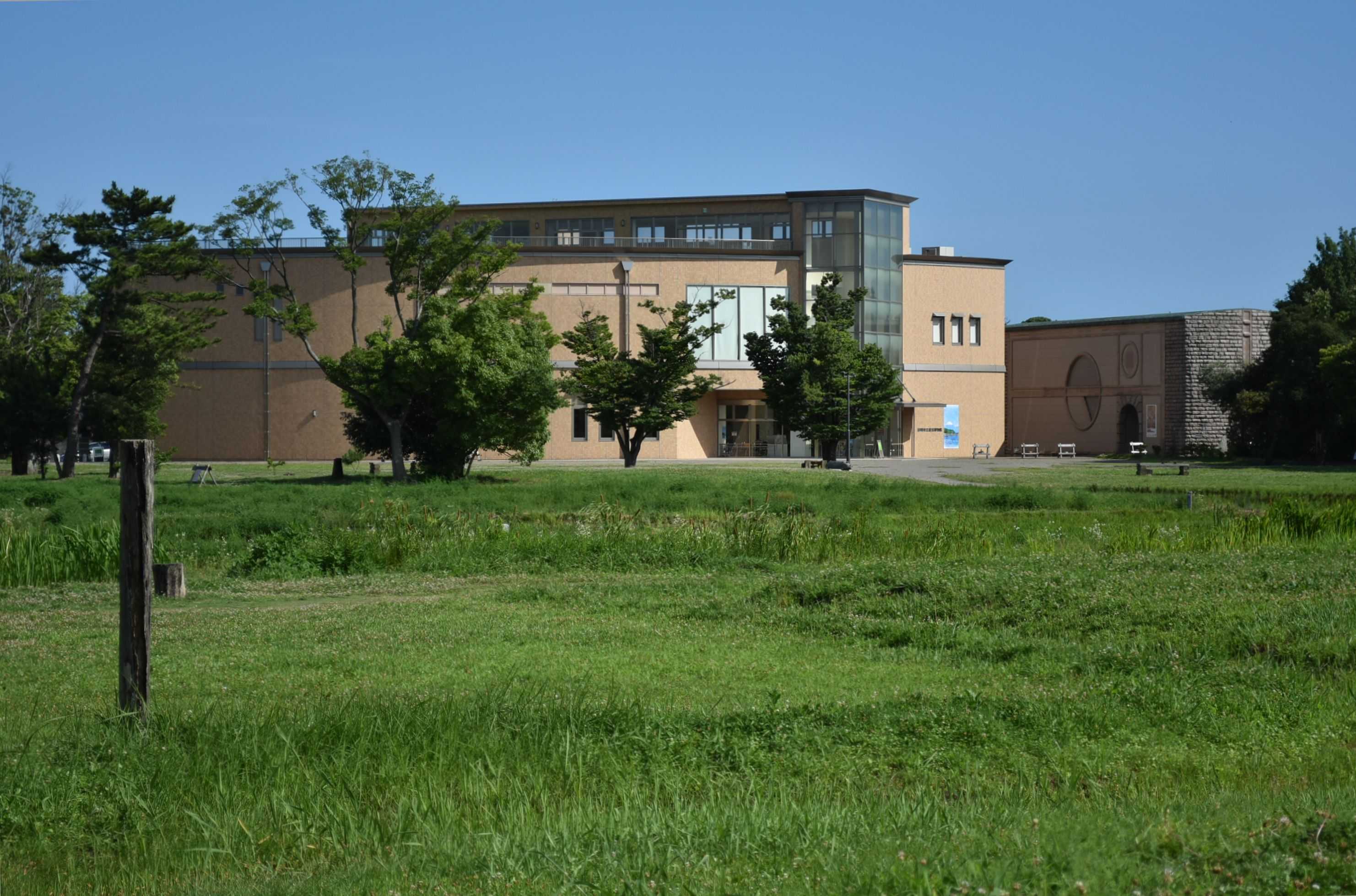
博物館（2018年7月10日撮影）
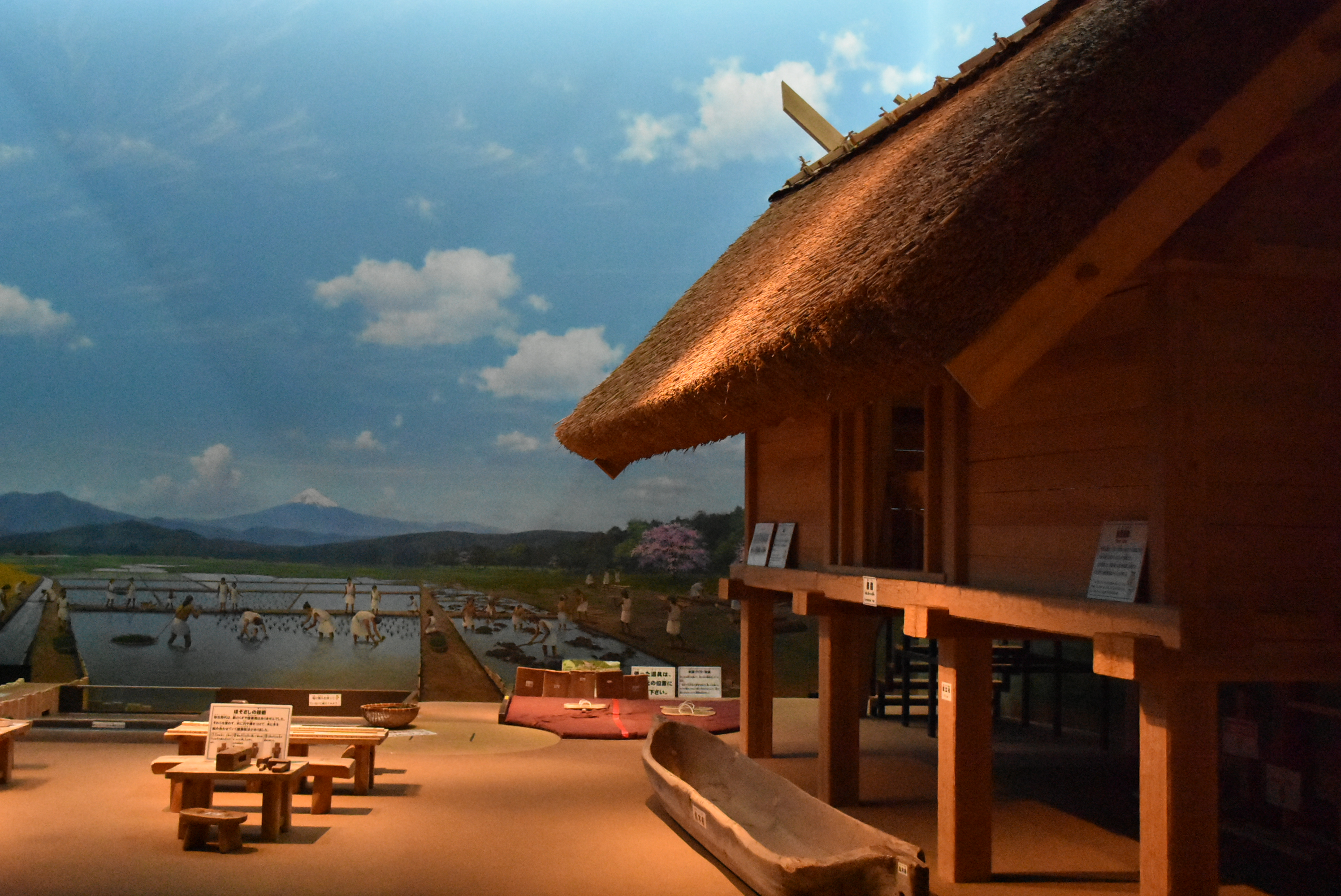
博物館内（2018年7月10日撮影）
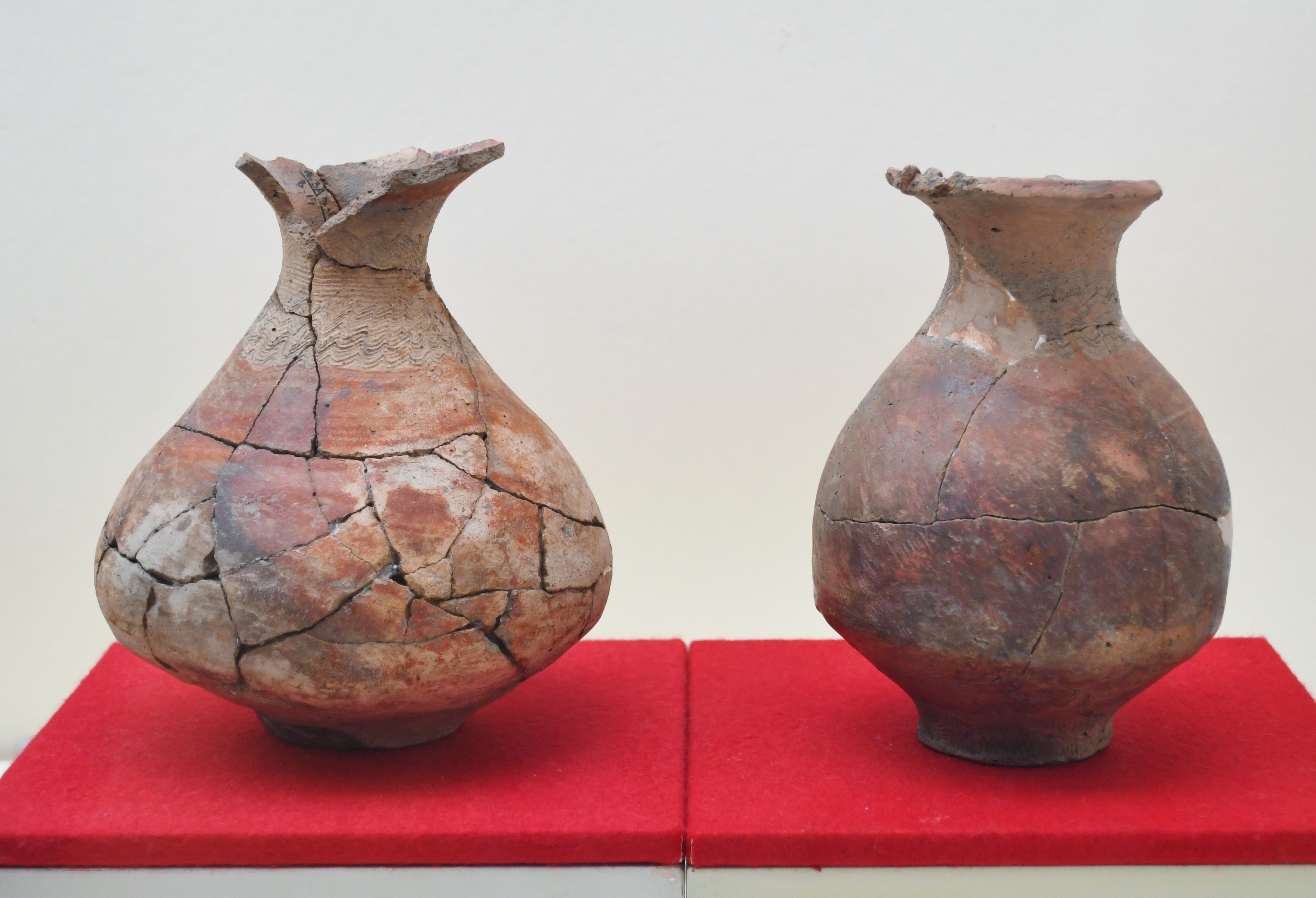
壺形土器

## 交通アクセス
- JR東海・静岡駅南口からバス10分
  - しずてつジャストライン石田街道線・登呂遺跡行終点下車（東大谷行又は久能山下行の場合は登呂遺跡入口下車徒歩5分）

## キャラクター
マスコットキャラクターは「トロベー」。竪穴状平地建物形の頭部に胴体がつく。胴体には貫頭衣を着用する。名前の由来は地名の登呂（トロ）に米（ベイ）を掛け合わせたものである。当初は当遺跡と博物館のみの広報キャラクターであったが、2017年（平成29年）1月24日に駿河区の公式キャラクターにあたる「駿河区応援隊長」にも任命された。

## 出来事
- 1978年4月28日 - 復元建物が放火される（4度目）[17]